# أماندا كايل وليامز
أماندا كايل وليامز (بالإنجليزية: Amanda Kyle Williams)‏ (17 أغسطس 1957، نورفولك في الولايات المتحدة - 31 أغسطس 2018، ديكاتور في الولايات المتحدة)؛ روائية أمريكية.